# Полковник Йосифов (чешма)
Чешмата на полковник Йосифов (на македонска литературна норма: Чешмата на полковник Јосифов) е чешма и български военен паметник в Битолското поле, Северна Македония. Изграден е от българската армия през 1916 година в чест на полковник Стефан Йосифов, участник в бойните действия на Солунския фронт през Първата световна война. По това време той е командир на 3-та бригада от 5-а пехотна дунавска дивизия.